# Verdonnet
Verdonnet é uma comuna francesa na região administrativa da Borgonha-Franco-Condado, no departamento de Côte-d'Or. Estende-se por uma área de 18,2 km². Em 2010 a comuna tinha 87 habitantes (densidade: 4,8 hab./km²).